# Жунина, Таисия Ивановна
Таисия Ивановна Жунина (9 мая 1931 года — 13 августа 2023 года) — советская доярка. Герой Социалистического Труда (1971). Делегат XXIV съезда КПСС (1971), депутат Ленинградского областного Совета депутатов трудящихся (с 1977 года — народных депутатов).

## Биография
Родилась 9 мая 1931 года в крестьянской семье на территории нынешней Тверской области. Обучалась в школе, но была вынуждена прервать учёбу по причине тяжёлого материального положения. После окончания Великой Отечественной войны семья Таисии переехала в деревню Александровка Гатчинского района Ленинградской области, там же девушка начала работу в сельском хозяйстве. В 1948—1965 годах работала дояркой в колхозе имени Первого Мая, в 1965—1973 годах — в совхозе «Красногвардейский» в деревне Ивановка Гатчинского района. Вступила в Коммунистическую партию Советского Союза.
Жунина добивалась высоких надоев молока от закреплённых за ней коров, первые годы работы совмещала с учёбой в Таицкой средней школе. Ею внедрялись научные методы кормления и раздоя животных с привнесением экспериментов и новшеств. В 1954 году деятельность доярки была отмечена значком «Отличник сельского хозяйства РСФСР», а в 1966 году за достигнутые успехи в развитии животноводства она была награждена орденом «Знак Почёта».
В период восьмой пятилетки Жунина сдала государству от своей группы коров 547 тонн молока, сохранив всех телят. Благодаря показателям рекордных надоев и сохранности поголовья Таисия Ивановна вошла в число лучших животноводов Ленинградской области.
Указом Президиума Верховного Совета СССР от 8 апреля 1971 года «за выдающиеся успехи, достигнутые в развитии сельскохозяйственного производства и выполнении пятилетнего плана продажи государству продуктов животноводства» Жуниной было присвоено звание Героя Социалистического Труда. В этом же году Жунина вошла в число делегатов XXIV съезда КПСС. Помимо прочего, Таисия Иванов дважды избиралась депутатом Ленинградского областного Совета депутатов трудящихся (с 1977 года — народных депутатов).
С 1973 года — техник искусственного осеменения животных на новом молочном комплексе совхоза «Красногвардейский», на работу в который перешла совместно с группой передовых доярок своего совхоза. Совместно работала с Героем Социалистического труда Ниной Брашкиной. С 1987 года Жунина — персональный пенсионер союзного значения.
Жила в деревне Ивановка Гатчинского района. Скончалась 13 августа 2023 года.

## Награды
Жунина удостоена ряда наград, среди них:
- Герой Социалистического Труда (Указ Президиума Верховного Совета СССР от 8 апреля 1971 года (орден Ленина № 405756 и медаль «Серп и Молот» № 18047) — «за выдающиеся успехи, достигнутые в развитии сельскохозяйственного производства и выполнении пятилетнего плана продажи государству продуктов животноводства»[1];
- орден «Знак Почёта» (22 марта 1966 года)[1];
- золотая, серебряная и бронзовая медали ВДНХ[1];
- другие медали[1].